# Jo Haazen
Jo Haazen (Antwerpen, 24 december 1944) is een Belgisch musicus en beiaardier.

## Gevarieerde opleidingen
Haazen volgde tekenlessen aan de Koninklijke Academie voor Schone Kunsten van Antwerpen en aan de Tekenacademie te Sint-Niklaas. Hij was leerling van Staf Nees (beiaard), Flor Peeters (orgel) en Leo Janssens (viool), legde zich toe op de archeologie en werd betrokken bij de historische opgravingen te Hannekeswerve (Aardenburg, Nederland, 1964). In 1973 kreeg hij een opdracht van het Antwerps Provinciebestuur voor het kopiëren van middeleeuwse grafzerken en fresco's tijdens historische opgravingen in de Onze-Lieve-Vrouwekathedraal van Antwerpen.
Hij bekwaamde zich "met grootste lof" in de pedagogie aan de Katholieke Vlaamse Hogeschool Uitbreiding te Antwerpen, verwierf het diploma Insructor de Gimnasia Energética aan het Instituto Argentino de Investigaciones Energeticas onder leiding van prof. Thomas Zeberio, werd vertrouwd met verschillende esoterische disciplines en leerde de Indische danskunst "Bharata Natyam" bij Jetty Roels (Dansstudio "D' Oude Kapel" te Gent). Hij was medestichter en voorzitter van steinerschool "Het Rozenpoortje" te Kalmthout en promotor van "De Zonneschool", een pluralistische vereniging voor individuele en maatschappelijke bewustwording.

## Loopbaan
Jo Haazen studeerde aan het Koninklijk Vlaams Muziekconservatorium te Antwerpen en aan de Koninklijke Beiaardschool "Jef Denyn" te Mechelen. Hij was van 1968 tot 1981 stadsbeiaardier van Antwerpen, leraar muzikale opvoeding en esthetica aan het Instituut voor Talen, Secretariaat en Toerisme 'Van Celst' (middelbaar onderwijs) en leraar Esperanto aan de Stedelijke Avondleergangen voor Talen te Antwerpen. Hij was tevens plaatselijk voorzitter van het Jong-Davidsfonds, voorzitter van de Koninklijke Esperanto-vereniging 'La Verda Stelo' en bestuurslid van het Verbond van Vlaamse Cultuurverenigingen te Antwerpen.
Als eerste laureaat van het 8e, 9e en 10e Internationaal Beiaardconcours van het Holland Festival te Hilversum (1966-67-68) ontwikkelde hij zich tot een van de beste beiaardiers van de huidige generatie. Zijn concerten vanuit de Onze-Lieve-Vrouwenkathedraal te Antwerpen brachten duizenden toehoorders op de been. Hij ligt aan de basis van de renaissance van de beiaardkunst in Vlaanderen na de Tweede Wereldoorlog en wordt beschouwd als een eminentie op beiaardgebied.
Van 1981 tot 2009 was hij stadsbeiaardier in Mechelen en van 1981 tot 2010 directeur van de Koninklijke Beiaardschool "Jef Denyn".
Hij schreef een vijfdelig methodisch leerboek voor beiaard, uitgegeven met de steun van de Vlaamse overheid, realiseerde een aantal cd's met beiaardmuziek en schreef verschillende publicaties over klokkenkunst en filosofische onderwerpen.
Jo Haazen concerteerde in vele landen. Hij promootte de beiaardkunst in China, Japan, Oekraïne en Rusland en werd in 2003 aangesteld als titularis-beiaardier van het Staatsmuseum voor de Geschiedenis van Sint-Petersburg (Peter-en-Paulusvesting).
Sedert 2006 is hij hoogleraar aan de Faculteit voor Kunst van de Staatsuniversiteit te Sint-Petersburg (afdeling orgel, klavecimbel en beiaard) en gastdocent aan de Faculteit voor Vergelijkende Godsdienstwetenschappen (FVG-VUB) te Antwerpen.

## Eerbetoon
- In 1980 verleende de University of California, Berkeley (VSA) hem de onderscheiding "Honors of Music".
- In 1995 ontving hij van het Belgisch Ministerie van Binnenlandse Zaken de Burgerlijke Medaille Eerste Klasse.
- In 2000 werd hij 'Pro Pace et Unitate, e meritu et honoris causa' opgenomen in de Europese Eresenaat (BVSE-UEF).
- In 2004 werd hem het Erediploma van de stad Sint-Petersburg uitgereikt en onderscheidde president Vladimir Poetin hem met de Orde van de Vriendschap voor zijn "unieke bijdrage tot de wederopleving van de muziektradities in de Peter-en-Paulusvesting te Sint-Petersburg die aldaar in het leven geroepen werden door tsaar Peter de Grote".
- In 2005 werd hem in Luxemburg door de European Merit Foundation de Zilveren Medaille overhandigd "for his important activities in favor of Europe".
- In 2009 werd hij bekroond met de Christoffel Plantin Prijs, een onderscheiding die wordt uitgereikt aan personen die een bijzondere bijdrage hebben geleverd voor de bekendheid van België in het buitenland.
- In 2012 werd hij gehonoreerd met een Gouden Label voor zijn hele carrière, een onderscheiding van Klassiek Centraal, een webkrant voor klassiekemuziekliefhebbers.
- In 2012 werd hij Commandeur in de Kroonorde.[1][2]
- In 2015 werd hem door "Marnixring" te Mechelen de 8e Gaston Feremansprijs toegekend.[3]
- Op 16 oktober 2021 werd hij te Mechelen gelauwerd met de Marnixring erepenning door Marnixring Noordrand.

## Humanitair project
Op 15 december 2012 gaf hij de aanzet tot een internationaal humanitair project (UEA-UNESCO) ter aanvulling de "Universele Verklaring van de Rechten van de Mens" met amendementen over menselijke plichten.

## Trivia
- Haazen is een van de circa 25 leden tellende Snorrenclub Antwerpen. Hij werd in 1979 door hen tot eerste "Snor van het Jaar" uitgeroepen.

- Bibliothèque nationale de France: cb15037163b (data)
- Digitale Bibliotheek voor de Nederlandse Letteren: haaz002
- Gemeinsame Normdatei: 12149053X
- International Standard Name Identifier: 0000 0000 7845 920X
- Library of Congress Control Number: n80073677
- MusicBrainz: 9d44d296-85f0-439b-8f27-230aff4527c0
- Nederlandse Thesaurus van Auteursnamen: 069193983
- Système universitaire de documentation: 194876764
- Virtual International Authority File: 34738064
- WorldCat: E39PBJk4JptxTMjytYfMHrr6rq